# Léopoldville (transatlantico)
Il Léopoldville è stato un transatlantico belga varato nel 1929 ed affondato nel 1944 davanti a Cherbourg da un U-Boot durante la seconda guerra mondiale, mentre trasportava alcune migliaia di fanti statunitensi della 66ª Divisione di fanteria Panther.

## L'affondamento

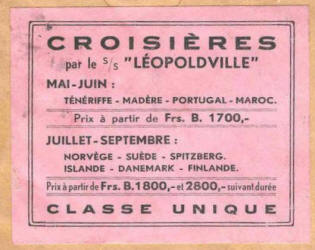
Un manifestino sulle crociere del Leopoldville risalente a prima della seconda guerra mondiale

Secondo una ricostruzione, grazie alla vigliaccheria dell'equipaggio belga e del suo comandante, il belga Charles Limbor (morto peraltro nel naufragio) che s'imbarcò nelle lance lasciando i soldati a loro stessi, della disorganizzazione sia sulla nave, dove non vi era alcun piano di evacuazione né erano stati distribuiti giubbotti di salvataggio, che a terra, dove nessuno sembrava disposto a far uscire i mezzi di soccorso sottovalutando la gravità della situazione. Fu solo grazie al coraggio degli equipaggi delle unità di scorta, i 
cacciatorpediniere britannici Brilliant, Hotham ed Anthony, e la fregata Croix de Lorraine (della classe River), della Francia Libera, e dell'intervento oltre la soglia dell'insubordinazione dell'ufficiale di servizio al porto, se le perdite furono limitate a poco più di 800 persone, sulle 2500 circa presenti a bordo tra soldati americani, equipaggio belga-congolese e scorta antiaerea britannica. Per gli statunitensi si trattò si una delle più gravi tragedie dovute all'affondamento di una sola nave, numericamente inferiore solo a quella della corazzata USS Arizona (BB-39), l'8 dicembre 1941 a Pearl Harbor, e maggiore di quella dell'affondamento dell'incrociatore Indianapolis, la nave che aveva appena trasportato la bomba atomica di Hiroshima. L'eroico comportamento di una delle navi di scorta, il Brilliant, che rischiò l'affondamento accostandosi al transatlantico per permettere ai soldati di saltare sulla nave è richiamato in Walhalla.

## Il relitto
La nave è rimasta per anni senza una posizione certa, fino a che lo scrittore ed archeologo subacqueo Clive Cussler l'ha ritrovata durante una campagna di ricerca. Da allora è una tomba di guerra e protetta come tale da immersioni non autorizzate.